# Demiseksualność

Flaga osób demiseksualnych

Demiseksualność, inaczej demiseksualizm – orientacja seksualna osób, które mogą odczuwać pociąg seksualny do innej osoby wyłącznie w przypadku nawiązania z nią wcześniej silnej więzi emocjonalnej.

## Charakterystyka i wyniki badań
Badania osób definiujących się jako aseksualne wskazują na istnienie odrębnego od pociągu seksualnego pociągu romantycznego. Osoby demiseksualne mogą zacząć odczuwać pociąg seksualny wyłącznie jako konsekwencję pociągu romantycznego. Polega to na tym, że w efekcie wcześniej powstałej więzi romantycznej do innej osoby mogą (ale nie muszą) zacząć odczuwać do niej również pociąg seksualny. Lokuje to demiseksualność jako specyficzny typ orientacji niemieszczący się w pełni w kryteriach aseksualności, ale w określanym jako gray-A obszarze pomiędzy nim a alloseksualnością.  
Badania ankietowe społeczności osób aseksualnych przeprowadzone jako Asexual Community Survey w 2017 roku w USA objęły 6404 respondentów w wieku pomiędzy 18 i 65 lat, ze średnią 25 lat. Wśród nich około 11% zidentyfikowało się jako demiseksualne. Seria tych ankiet ma generalnie pokrywać wszystkie grupy identyfikujące się w spektrum aseksualności. Wśród zadanych pytań był w 2017 pełny zestaw pytań kwestionariusza AIS-12 (zdefiniowanego w publikacji), który służy do rozróżniania osób aseksualnych od alloseksualnych. Określony przez autorów próg identyfikacji (co najmniej 40 punktów na 60) osiągnęło 91,4% wszystkich respondentów ankiety, ale tylko 39,5% respondentów, którzy sami się określili jako demiseksualni.   
W zbiorczym raporcie z badań w latach 2017 i 2018 respondentów demiseksualnych było około 10%. Spośród tych identyfikujących się jako demiseksualni i gray-A po około 20% dodatkowo identyfikowało się jako odpowiednio osoby biseksualne, homoseksualne i heteroseksualne. Osoby demiseksualne wyróżniały się na tle innych podgrup ze spektrum aseksualności reprezentowanych w ankiecie stosunkowo najwyższą częstością angażowania się w aktywności seksualne, rozumiane jako stosunek za obopólną zgodą, jak też stosunkowo najniższym poziomem niechęci do tych aktywności i najwyższym chęci osobistego w nich udziału.

## Zdrowie osób demiseksualnych
Osoby demiseksualne stanowią słabo zbadaną grupę, bo od niedawna w ogóle się ją wyróżnia. W jednym z badań stwierdzono, że osoby demiseksualne  mają, obok panseksualnych, stosunkowo największy poziom depresji (mierzonej narzędziem Patient Health Questionnaire-9, zdefiniowanym w publikacji) i również największy poziom lęku (mierzonego narzędziem Generalized Anxiety Disorder-7, zdefiniowanym w publikacji), spośród różnych grup mniejszości seksualnych i mniejszości identyfikacji płciowej. Za punkt odniesienia przyjęto cispłciowe osoby heteroseksualne.

## Obowiązkowa demiseksualność w kulturze popularnej
Jodi McAlister pracująca na australijskich uczelniach Macquarie University i Deakin University stworzyła w swoich badaniach poświęconych anglojęzycznej literaturze romansowej koncepcję obowiązkowej demiseksualności. Polega ona na tym, że od bohaterek utworów tego typu wymaga się demiseksualności, czyli odczuwania pociągu seksualnego wyłącznie do osób, do których czują miłość romantyczną. Zauważyła, że jednocześnie bohaterowie męscy nie są od początku demiseksualni, jednak stają się tacy w konsekwencji aktu seksualnego z bohaterką, po czym pod wpływem miłości do niej nie odczuwają już pociągu do żadnej innej kobiety. Pojęcie to stosowała później także w analizach dotyczących obrazu utraty kobiecego dziewictwa w kulturze popularnej oraz w badaniach pornografii dla kobiet, za której przykład posłużyły książki z serii stworzonej przez E.L. James: Pięćdziesiąt twarzy Greya (Fifty Shades of Grey), Ciemniejsza strona Greya (Fifty Shades Darker) i Nowe oblicze Greya (Fifty Shades Freed).